# Lorenzo Fontana
Lorenzo Fontana (* 10. dubna 1980 Verona) je italský politik za Ligu Severu. V letech 2018 až 2019 působil jako ministr pro rodinu a handicapované a poté během léta 2019 jako ministr pro evropské záležitosti v první vládě Giuseppa Conteho.
V letech 2004–2018 byl poslancem Evropského parlamentu. V italských parlamentních volbách v březnu 2018 byl zvolen do italské poslanecké sněmovny, takže přišel o funkci evropského poslance. Funkce národního poslance se ujal 23. března 2018, následně byl 29. března zvolen místopředsedou sněmovny. Funkci místopředsedy sněmovny opustil, když byl jmenován do vlády.
Ideologicky je Lorenzo Fontana počítán mezi sociální konzervativce a odpůrce nelegálního přistěhovalectví. V rámci Ligy je představitelem tvrdě konzervativního proudu.
Vystudoval politologii na Padovské univerzitě.